# Rassemblement pour l'Indépendance Nationale
Rassemblement pour l'Indépendance Nationale (RIN) – partia polityczna działająca w prowincji Quebec w Kanadzie. Naczelnym celem partii było uzyskanie suwerenności prowincji Quebec.

## Historia
Partia powstała w czasie tzw. cichej rewolucji, kiedy grupa nacjonalistycznych działaczy frankofońskich skupionych w Alliance Laurentienne, zniechęcona prawicowym charakterem tego ugrupowania, postanowiła stworzyć partię reprezentującą ideały nacjonalistyczne połączone z lewicową ideologią, licząc, że w ten sposób przyciągnięta zostanie tradycyjnie lewicująca młodzież akademicka i intelektualiści. Do założycieli partii należeli Andre D’Allemegne, Jacues Bellemare, Marcel Chaput i Andree Ferretti. Organizacja zawiązała się w 1960, uchwalając manifest nawołujący do działań na rzecz niezależności Quebecu. Partia wystawiła swoich kandydatów w wyborach prowincjonalnych w 1966, zdobywając 5,5% głosów, lecz nie uzyskując nawet jednego mandatu. Większe sukcesy partia odniosła w organizowaniu masowych protestów ulicznych. Do jednego z największych doszło w 1964 w związku z wizytą monarchy Kanady, Elżbiety II, w Quebecu. Podobna masowa demonstracja, zakończona rozruchami, odbyła się w 1968 w czasie obchodów dnia św. Jana Chrzciciela, w związku z obecnością na nich premiera Kanady, Pierre Trudeau. Partia miała także udział w organizowaniu tłumnego przywitania prezydenta Francji Charles’a de Gaulle’a.
W 1968 partia połączyła się z silniejszym ugrupowaniem Mouvement Souveraineté-Association, które z kolei po połączeniu z RIN i Ralliement national, utworzyło silną nacjonalistyczną partię – Partię Quebecu.

## Wyniki wyborów
| Wybory | # kandydatów | # mandatów | % głosów |
| 1966   | 73           | 0          | 5.55%    |

## Członkowie założyciele
André d’Allemagne, Jacques Bellemare, Elisabeth Bellemare, Yves Préfontaine, Claude Préfontaine, Suzette Mackay, Jean Depocas, Yvon Thiboutot, Louise Picard, Jacques Desormeaux, Jean-Denis Leclerc, Lucie Gagné, Jean Goulet, Roger Paquet, Marcel Chaput, Bernard Smith, Jacques Paris, Charles Letellier de Saint-Just, Gérald Therrien 